# Wolfgang Kaufmann

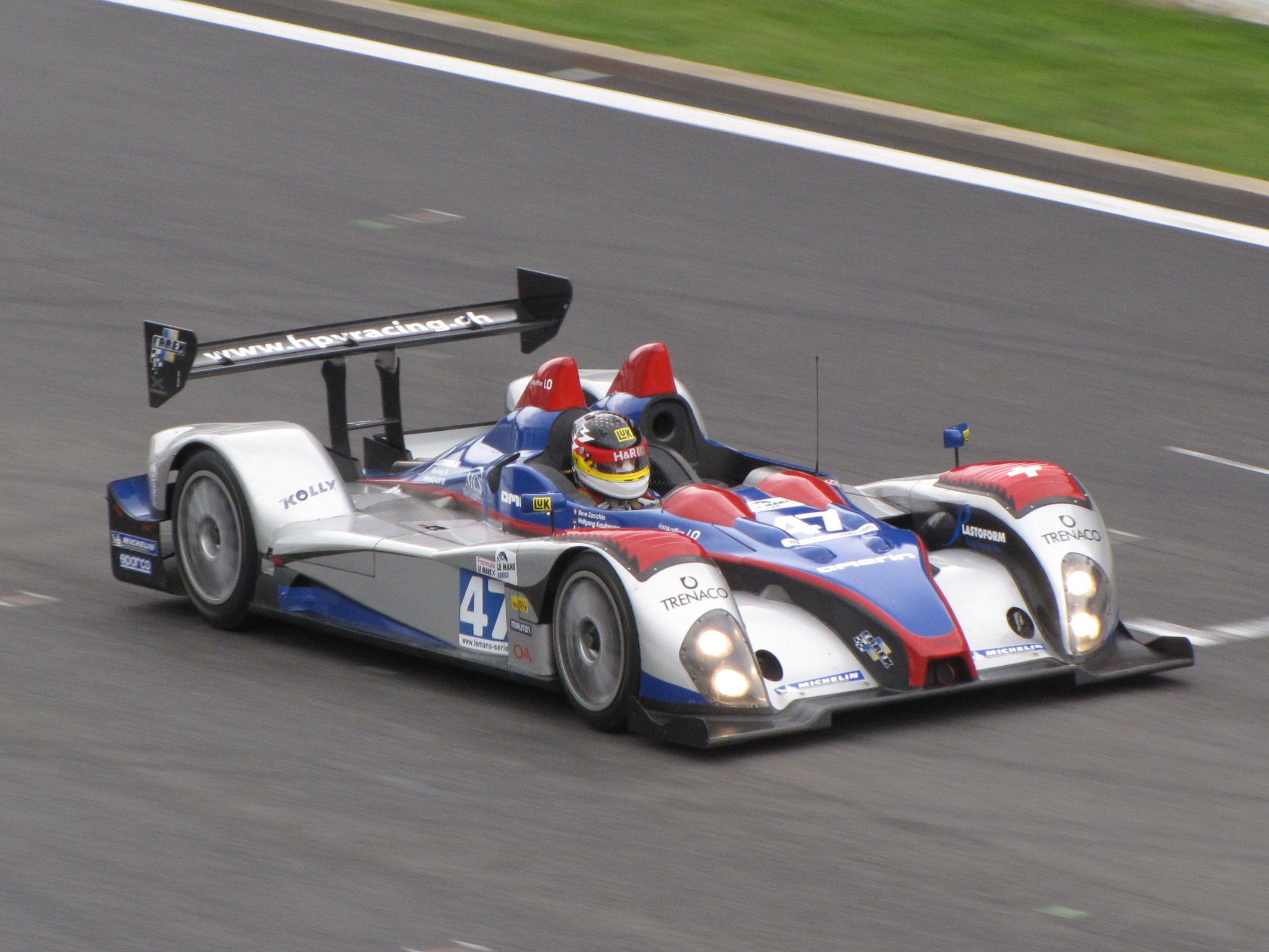
Wolfgang Kaufmann au volant d'une ORECA Formula Le Mans à l'entraînement des 1000 km de Spa 2010

Wolfgang Kaufmann, né le 24 janvier 1964 est un pilote automobile allemand. Il a notamment participé à trois reprises aux 24 Heures du Mans, en 1995, en 1999 et en 2000.

## Carrière
Il participe une première fois aux 24 Heures du Mans en 1995, à bord d'une Porsche 911 Turbo (993) de l'écurie Freinsinger Motorsport, il termine au dix-neuvième rang du classement général,,.
En 2000, il remporte la manche du Lausitzring en championnat FIA GT.
En décembre 2012, il est annoncé pour participer aux 24 Heures de Dubaï au volant d'une Audi TTRS.
En 2015, il remporte une course des Le Mans Legends en ouverture des 24 Heures du Mans.
En 2016, il s'apprête à disputer les 24 Heures du Nüburgring.